# Lepaja
Lepaja (cyr. Лепаја) – wieś w Serbii, w okręgu niszawskim, w gminie Merošina. W 2011 roku liczyła 600 mieszkańców.